# Hajduczyna
Hajduczyna (ukr. Гайдучина) – wieś na Ukrainie w rejonie stryjskim obwodu lwowskiego.